# Rimavská Sobota
Rimavská Sobota er en by i det sydlige Slovakiet, med et indbyggertal (pr. 2006) på ca. 24.000. Byen ligger i regionen Banská Bystrica, tæt ved grænsen til nabolandet Ungarn.
48°22′N 20°00′Ø / 48.367°N 20.000°Ø
- Wikimedia Commons har flere filer relateret til Rimavská Sobota